# Darío Canton
Darío Canton (* 12. November 1928 in Nueve de Julio, Provinz Buenos Aires) ist ein argentinischer Schriftsteller und Soziologe.

## Leben
Canton studierte an der Universidad de Buenos Aires Philosophie; später wechselte er für das Fach Soziologie an die Universität von Berkeley. 1963 kehrte er in seine Heimat zurück und wirkt seitdem dort als Soziologe.

## Rezeption
Neben seinem beachtlichen soziologischen Œuvre machte sich Canton mit den Jahren auch als Lyriker einen Namen. In seinen Gedichten versucht er immer wieder die Grenzen literarischer Kommunikation auszuloten und zu überschreiten. Sein Asemal konzipierte Canton in zwanzig Faltblättern, welche er, um damit einen Dialog einzufordern, zwischen 1975 und 1979 an ca. fünfhundert Personen im In- und Ausland sandte.
Bei seiner Wortwahl versuchte Canton ebenfalls neue Wege zu beschreiten. Neben der „normalen“ Sprache benutzte er auch immer wieder Lunfardo, Fremdwörter, Slang bis hin zu eigens erfundenen Begriffen. Sein Abecedario Médico Canton zeigt hier viel seines ironischen Spiels mit Sprache und seiner Freude an Wortspielen. In diesem Werk definiert Canton ungefähr 800 Begriffe bzw. Namen von Arzneimittel neu und spielt dabei auch mit deren Lautmalerei.
In seiner Anthologie Poamorio versammelt Canton eine Reihe von Liebesgedichten. Die Rezensentin Jean Franco lobte diese „… als einen ersten emanzipierten Dialog zwischen Dichter und Liebesobjekt“.

## Werke (Auswahl)
Belletristik
- Asemal. 1975.[2]
- Abecedario Médico Canton. 1977.
- Poamorio. 1969.
- Poemas familiares. 1975.

Sachbücher
- Gardel ¿a quién le cantás? (Historia Argentina; Bd. 6). Editorial de la Flor, Buenos Aires 1972.
- Argentina. La democracia constitutional y su crisis. Editorial Paidós, Buenos Aires 1972 (zusammen mit José L. Moreno und Alberto Ciria).
- El pueblo legislador. La elecciones de 1983. CISCO, Buenos Aires 1986.
- Elecciones y pardidos políticos en la Argentina. Historia, interpretación y balance; 1910–1966. Siglo Veintiuno, Buenos Aires 1973.
- La politica de los militares Argentinos. 1900–1971. Siglo XXI, Buenos Aires 1971.